# La strada per Los Angeles
La strada per Los Angeles (scritto nel 1933, con stesura definitiva del 1936, ma pubblicato solamente nel 1985) è il primo romanzo di John Fante. In ordine cronologico rappresenta il secondo capitolo della saga autobiografica dell'aspirante scrittore Arturo Bandini, completata da Aspetta primavera, Bandini (1937) Chiedi alla polvere (1939) e Sogni di Bunker Hill (1982).

## Trama
Arturo Bandini, scalcinato diciottenne italo-americano, vive orfano del padre (Svevo, protagonista del prequel del 1937) con la madre debole e fragile e con la sorella Mona, fanatica religiosa. Il suo sogno, urlato, conclamato, perseguito, è quello di diventare un grande scrittore, ma per il momento, si limita a guadagnare qualche soldo (è l'unica fonte di reddito della casa dopo la morte del padre) con lavoretti saltuari e mal pagati, fino a un impiego in un mediocre conservificio del pesce, che sembrerà dargli una certa stabilità.
Nel frattempo il nostro colleziona foto osé idolatrandole come divinità, salvo poi distruggerle in un accesso di contrizione, sfoga la propria perenne frustrazione contro il bigottismo monacale della sorella e la irritante passività della madre, ostenta a tutti e chiunque un'erudizione verbale e verbosa priva di sostanza, capace solo di autoridicolizzarsi e legge autori del calibro di Friedrich Nietzsche e Oswald Spengler per pura megalomania, senza comprendere nulla.

## Il personaggio
Arturo è giovane, megalomane, sfrontato, razzista, intollerante. L'autore sembrerebbe così tratteggiare un antieroe negativo, perché meschino, inconcludente per superbia. Eppure quello che esce da questo primo romanzo è un personaggio sfaccettato e irridente nel suo goffo e malcelato attacco perpetuamente diretto alle convenzioni nevralgiche del vivere civile.
La narrazione in prima persona non fa che aumentare la simpateticità solidale che emana da Arturo: la sottile e graffiante ironia che nasce dal contrasto palese tra le intenzioni di Arturo e gli eventi che realmente accadono, finisce per dare al romanzo una completa vocazione satirica nei confronti e di un modo di vedere il mondo solipsistico ed egocentrico e di un mondo che esso stesso mal accetta elementi di plateale disordine al suo interno.

## Edizioni
- La strada per Los Angeles, traduzione di Francesco Durante, Milano, Leonardo, 1989,  p. 174, ISBN 978-88-355-0017-9.
- La strada per Los Angeles, traduzione di Francesco Durante, Introduzione di Sandro Veronesi, Collana Stile libero, Torino, Einaudi, 2005,  pp. 245, cap.25, ISBN 978-88-06-16886-5.